# Список дипломатичних місій України

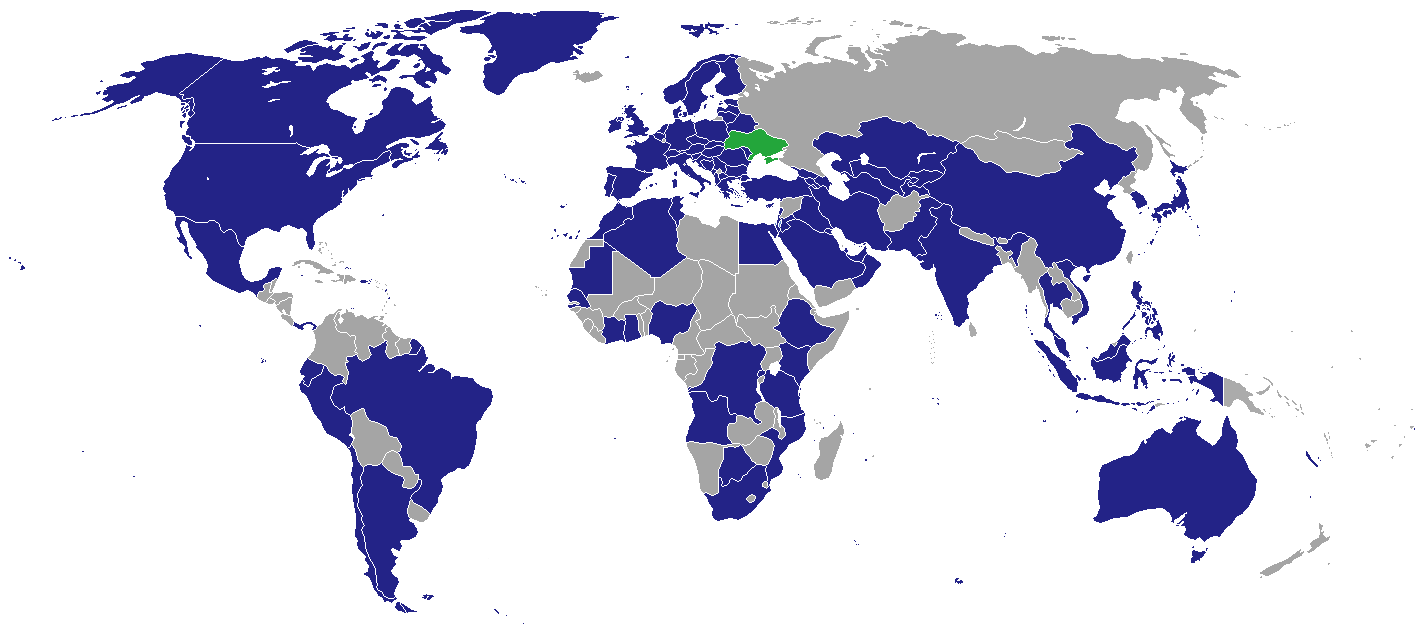
Дипломатичні представництва України

Дипломатичні місії України. Для реалізації зовнішньополітичних пріоритетів та забезпечення національних інтересів Україною було відкрито у 1992 році 18 дипломатичних представництв: посольство у Великій Британії, Італії, Канаді, Німеччині, США, Польщі, Росії, Австрії, Бельгії, Білорусі, Греції, Грузії, Ізраїлі, Ірані, Румунії, Угорщині, Фінляндії, Чехії. Також було засновано три Генеральні консульства України у Нью-Йорку, Чикаго та Мюнхені.
У 1993 році було відкрито 15 дипломатичних представництв: посольства в Аргентині, Болгарії, Гвінеї, Естонії, Єгипті, Індії, Китаї, Литві, Молдові, ОАЕ, Словаччині, Узбекистані, Франції, Швейцарії та Генеральне консульство в Торонто.
У 1994 році було відкрито посольства України в Казахстані, Республіці Куба, Туреччині та генеральні консульства в Гданську та Стамбулі.
Станом на 2024 рік Україна має:
- 75 посольств
- 25 генеральних консульств
- 95 почесних консульств
- 22 представництва міжнародних організацій
- штаб-квартиру ГУАМ

Під час виборів у більшості посольств та консульств України знаходяться приміщення для голосування, виборчі дільниці яких належать до Закордонного виборчого округу.

## Посольства України

### Африка
Сірим кольором зафарбовані посольства, які Україна планує відкрити
| Країна      | Посольство                        | Зображення | Дипломатичні місії в країні перебування   |
| ----------- | --------------------------------- | ---------- | ----------------------------------------- |
| Алжир       | Посольство України в Алжирі       |            | Список дипломатичних місій в Алжирі       |
| Ангола      | Посольство України в Анголі       |            | Список дипломатичних місій в Анголі       |
| Ботсвана    | Посольство України в Ботсвані     |            | Список дипломатичних місій в Ботсвані     |
| Гана        | Посольство України в Гані         |            | Список дипломатичних місій в Гані         |
| ДР Конго    | Посольство України в ДР Конго     |            | Список дипломатичних місій в ДР Конго     |
| Ефіопія     | Посольство України в Ефіопії      |            | Список дипломатичних місій в Ефіопії      |
| Кот-д'Івуар | Посольство України в Кот-д'Івуарі |            | Список дипломатичних місій в Кот-д'Івуарі |
| Єгипет      | Посольство України в Єгипті       |            | Список дипломатичних місій в Єгипті       |
| Кенія       | Посольство України в Кенії        |            | Список дипломатичних місій в Кенії        |
| Лівія       | Посольство України в Лівії        |            | Список дипломатичних місій в Лівії        |
| Мавританія  | Посольство України в Мавританії   |            | Список дипломатичних місій в Мавританії   |
| Марокко     | Посольство України в Марокко      |            | Список дипломатичних місій в Марокко      |
| Мозамбік    | Посольство України в Мозамбіку    |            | Список дипломатичних місій в Мозамбіку    |
| Нігерія     | Посольство України в Нігерії      |            | Список дипломатичних місій в Нігерії      |
| ПАР         | Посольство України в ПАР          |            | Список дипломатичних місій в ПАР          |
| Руанда      | Посольство України в Руанді       |            | Список дипломатичних місій в Руанді       |
| Сенегал     | Посольство України в Сенегалі     |            | Список дипломатичних місій в Сенегалі     |
| Судан       | Посольство України в Судані       |            | Список дипломатичних місій в Судані       |
| Танзанія    | Посольство України в Танзанії     |            | Список дипломатичних місій в Танзанії     |
| Туніс       | Посольство України в Тунісі       |            | Список дипломатичних місій в Тунісі       |

### Америка
Сірим кольором зафарбовані посольства, які Україна планує відкрити
| Країна                   | Посольство                                     | Зображення | Дипломатичні місії в країні перебування                |
| ------------------------ | ---------------------------------------------- | ---------- | ------------------------------------------------------ |
| Аргентина                | Посольство України в Аргентині                 |            | Список дипломатичних місій в Аргентині                 |
| Бразилія                 | Посольство України в Бразилії                  |            | Список дипломатичних місій в Бразилії                  |
| Канада                   | Посольство України в Канаді                    |            | Список дипломатичних місій в Канаді                    |
| Куба                     | Посольство України на Кубі                     |            | Список дипломатичних місій на Кубі                     |
| Домініканська Республіка | Посольство України в Домініканській Республіці |            | Список дипломатичних місій в Домініканській Республіці |
| Еквадор                  | Посольство України в Еквадорі                  |            | Список дипломатичних місій в Еквадорі                  |
| Мексика                  | Посольство України в Мексиці                   |            | Список дипломатичних місій в Мексиці                   |
| Панама                   | Посольство України в Панамі                    |            | Список дипломатичних місій в Панамі                    |
| Перу                     | Посольство України в Перу                      |            | Список дипломатичних місій в Перу                      |
| США                      | Посольство України в США                       |            | Список дипломатичних місій в США                       |
| Уругвай                  | Посольство України в Уругваї                   |            | Список дипломатичних місій в Уругваї                   |
| Чилі                     | Посольство України в Чилі                      |            | Список дипломатичних місій в Чилі                      |

### Азія
| Країна            | Посольство                              | Зображення | Дипломатичні місії в країні перебування         |
| ----------------- | --------------------------------------- | ---------- | ----------------------------------------------- |
| Азербайджан       | Посольство України в Азербайджані       |            | Список дипломатичних місій в Азербайджані       |
| Вірменія          | Посольство України у Вірменії           |            | Список дипломатичних місій у Вірменії           |
| В'єтнам           | Посольство України у В'єтнамі           |            | Список дипломатичних місій у В'єтнамі           |
| Грузія            | Посольство України в Грузії             |            | Список дипломатичних місій в Грузії             |
| Йорданія          | Посольство України в Йорданії           |            | Список дипломатичних місій в Йорданії           |
| Казахстан         | Посольство України в Казахстані         |            | Список дипломатичних місій в Казахстані         |
| Катар             | Посольство України в Катарі             |            | Список дипломатичних місій в Катарі             |
| КНР               | Посольство України в КНР                |            | Список дипломатичних місій в КНР                |
| Ізраїль           | Посольство України в Ізраїлі            |            | Список дипломатичних місій в Ізраїлі            |
| Індія             | Посольство України в Індії              |            | Список дипломатичних місій в Індії              |
| Індонезія         | Посольство України в Індонезії          |            | Список дипломатичних місій в Індонезії          |
| Ірак              | Посольство України в Іраку              |            | Список дипломатичних місій в Іраку              |
| Іран              | Посольство України в Ірані              |            | Список дипломатичних місій в Ірані              |
| Киргизстан        | Посольство України в Киргизстані        |            | Список дипломатичних місій в Киргизстані        |
| Кувейт            | Посольство України в Кувейті            |            | Список дипломатичних місій в Кувейті            |
| Ліван             | Посольство України в Лівані             |            | Список дипломатичних місій в Лівані             |
| Малайзія          | Посольство України в Малайзії           |            | Список дипломатичних місій в Малайзії           |
| ОАЕ               | Посольство України в ОАЕ                |            | Список дипломатичних місій в ОАЕ                |
| Оман              | Посольство України в Омані              |            | Список дипломатичних місій в Омані              |
| Пакистан          | Посольство України в Пакистані          |            | Список дипломатичних місій в Пакистані          |
| Палестина         | Представництво України при ПНА          |            | Список дипломатичних місій в Палестині          |
| Південна Корея    | Посольство України в Республіці Корея   |            | Список дипломатичних місій в Республіці Корея   |
| Саудівська Аравія | Посольство України в Саудівській Аравії |            | Список дипломатичних місій в Саудівської Аравії |
| Сінгапур          | Посольство України в Сінгапурі          |            | Список дипломатичних місій в Сінгапурі          |
| Таджикистан       | Посольство України в Таджикистані       |            | Список дипломатичних місій у Таджикистані       |
| Таїланд           | Посольство України в Таїланді           |            | Список дипломатичних місій в Таїланді           |
| Туреччина         | Посольство України в Туреччині          |            | Список дипломатичних місій в Туреччині          |
| Туркменістан      | Посольство України в Туркменістані      |            | Список дипломатичних місій в Туркменістані      |
| Узбекистан        | Посольство України в Узбекистані        |            | Список дипломатичних місій в Узбекистані        |
| Філіппіни         | Посольство України на Філіппінах        |            | Список дипломатичних місій на Філіппінах        |
| Японія            | Посольство України в Японії             |            | Список дипломатичних місій в Японії             |

### Європа
| Країна               | Посольство                                | Зображення | Дипломатичні місії в країні перебування           |
| -------------------- | ----------------------------------------- | ---------- | ------------------------------------------------- |
| Австрія              | Посольство України в Австрії              |            | Список дипломатичних місій в Австрії              |
| Бельгія              | Посольство України в Бельгії              |            | Список дипломатичних місій в Бельгії              |
| Білорусь             | Посольство України в Білорусі             |            | Список дипломатичних місій в Білорусі             |
| Болгарія             | Посольство України в Болгарії             |            | Список дипломатичних місій в Болгарії             |
| Боснія і Герцеговина | Посольство України в Боснії і Герцеговині |            | Список дипломатичних місій в Боснії і Герцеговині |
| Ватикан              | Посольство України у Ватикані             |            | Список дипломатичних місій у Ватикані             |
| Велика Британія      | Посольство України у Великій Британії     |            | Список дипломатичних місій у Великій Британії     |
| Греція               | Посольство України в Греції               |            | Список дипломатичних місій в Греції               |
| Данія                | Посольство України в Данії                |            | Список дипломатичних місій в Данії                |
| Естонія              | Посольство України в Естонії              |            | Список дипломатичних місій в Естонії              |
| Ірландія             | Посольство України в Ірландії             |            | Список дипломатичних місій в Ірландії             |
| Іспанія              | Посольство України в Іспанії              |            | Список дипломатичних місій в Іспанії              |
| Італія               | Посольство України в Італії               |            | Список дипломатичних місій в Італії               |
| Кіпр                 | Посольство України на Кіпрі               |            | Список дипломатичних місій на Кіпрі               |
| Латвія               | Посольство України в Латвії               |            | Список дипломатичних місій в Латвії               |
| Литва                | Посольство України в Литві                |            | Список дипломатичних місій в Литві                |
| Північна Македонія   | Посольство України в Македонії            |            | Список дипломатичних місій в Македонії            |
| Молдова              | Посольство України в Молдові              |            | Список дипломатичних місій в Молдові              |
| Нідерланди           | Посольство України в Нідерландах          |            | Список дипломатичних місій в Нідерландах          |
| Німеччина            | Посольство України в Німеччині            |            | Список дипломатичних місій в Німеччині            |
| Норвегія             | Посольство України в Норвегії             |            | Список дипломатичних місій в Норвегії             |
| Польща               | Посольство України в Польщі               |            | Список дипломатичних місій в Польщі               |
| Португалія           | Посольство України в Португалії           |            | Список дипломатичних місій в Португалії           |
| Румунія              | Посольство України в Румунії              |            | Список дипломатичних місій в Румунії              |
| Сербія               | Посольство України в Сербії               |            | Список дипломатичних місій в Сербії               |
| Словаччина           | Посольство України в Словаччині           |            | Список дипломатичних місій в Словаччині           |
| Словенія             | Посольство України в Словенії             |            | Список дипломатичних місій в Словенії             |
| Угорщина             | Посольство України в Угорщині             |            | Список дипломатичних місій в Угорщині             |
| Фінляндія            | Посольство України у Фінляндії            |            | Список дипломатичних місій у Фінляндії            |
| Франція              | Посольство України у Франції              |            | Список дипломатичних місій у Франції              |
| Хорватія             | Посольство України в Хорватії             |            | Список дипломатичних місій в Хорватії             |
| Чехія                | Посольство України в Чехії                |            | Список дипломатичних місій в Чехії                |
| Чорногорія           | Посольство України в Чорногорії           |            | Список дипломатичних місій в Чорногорії           |
| Швеція               | Посольство України у Швеції               |            | Список дипломатичних місій у Швеції               |
| Швейцарія            | Посольство України у Швейцарії            |            | Список дипломатичних місій у Швейцарії            |

### Океанія
| Країна    | Посольство                     | Зображення | Дипломатичні місії в країні перебування |
| --------- | ------------------------------ | ---------- | --------------------------------------- |
| Австралія | Посольство України в Австралії |            | Список дипломатичних місій в Австралії  |

### Колишні посольства України
- Посольство України в Габоні
- Посольство України в Гвінеї
- Посольство України в Сирії
- Посольство України в Росії

## Консульства України

### Європа
- Велика Британія
  - Единбург (Консульство України в Единбурзі)
- Греція
  - Салоніки (Консульство України в Салоніках)
- Іспанія
  - Барселона (Генеральне консульство України в Барселоні)
  - Малага (Консульство України в Малазі)
- Італія
  - Мілан (Генеральне консульство України в Мілані)
  - Неаполь (Генеральне консульство України в Неаполі)
- Молдова
  - Більці (Консульство України в м. Більці)
- Німеччина
  - Гамбург (Генеральне консульство України в Гамбурзі)
  - Дюссельдорф (Генеральне консульство України в Дюссельдорфі)
  - Мюнхен (Генеральне консульство України в Мюнхені)
  - Франкфурт-на-Майні (Генеральне консульство України у Франкфурті-на-Майні)
- Польща
  - Вроцлав (Генеральне консульство України у Вроцлаві)
  - Гданськ (Генеральне консульство України в Гданську)
  - Краків (Генеральне консульство України в Кракові)
  - Люблін (Генеральне консульство України в Любліні)
- Португалія
  - Порту (Консульство України в Порту)
- Угорщина
  - Ньїредьгаза (Консульство України в Ньїредьгазі)
- Чехія
  - Брно (Консульство України в Брно)

### Америка
- Бразилія
  - Сан-Паулу (Консульство України в Сан-Паулу)
- Канада
  - Едмонтон (Генеральне консульство України в Едмонтоні)
  - Торонто (Генеральне консульство України в Торонто)
- США
  - Нью-Йорк (Генеральне консульство України у Нью-Йорку)
  - Сан-Франциско (Генеральне консульство України в Сан-Франциско)
  - Чикаго (Генеральне консульство України в Чикаго)

### Азія
- КНР
  - Гуанчжоу (Генеральне консульство в Гуанчжоу)
  - Шанхай (Генеральне консульство в Шанхаї)
- ОАЕ
  - Дубай (Консульство України в Дубаї)
- Туреччина
  - Анталія (Консульство України в Анталії)
  - Стамбул (Генеральне консульство України в Стамбулі)

Генеральні консульства України
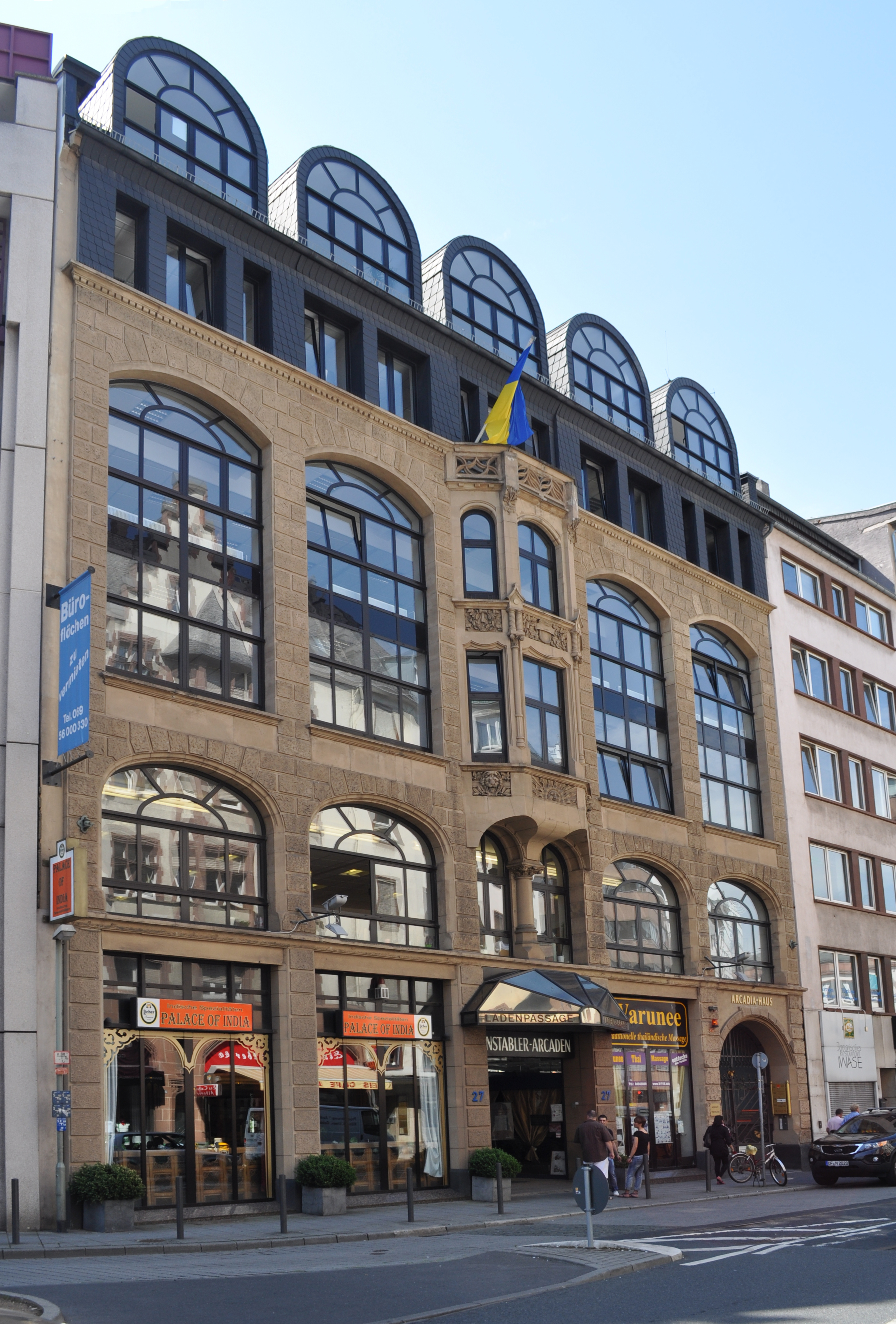
Франкфурт-на-Майні
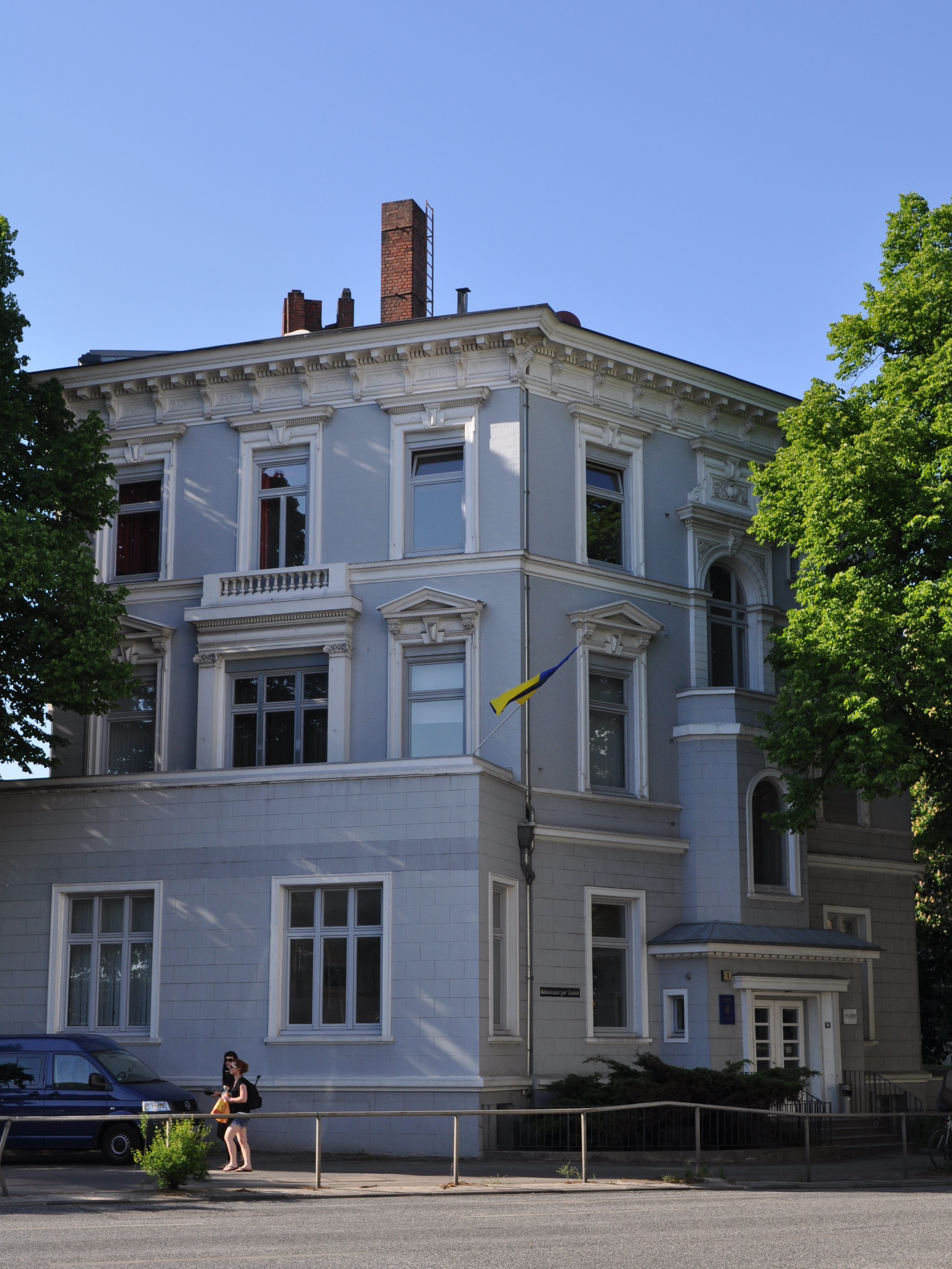
Гамбург
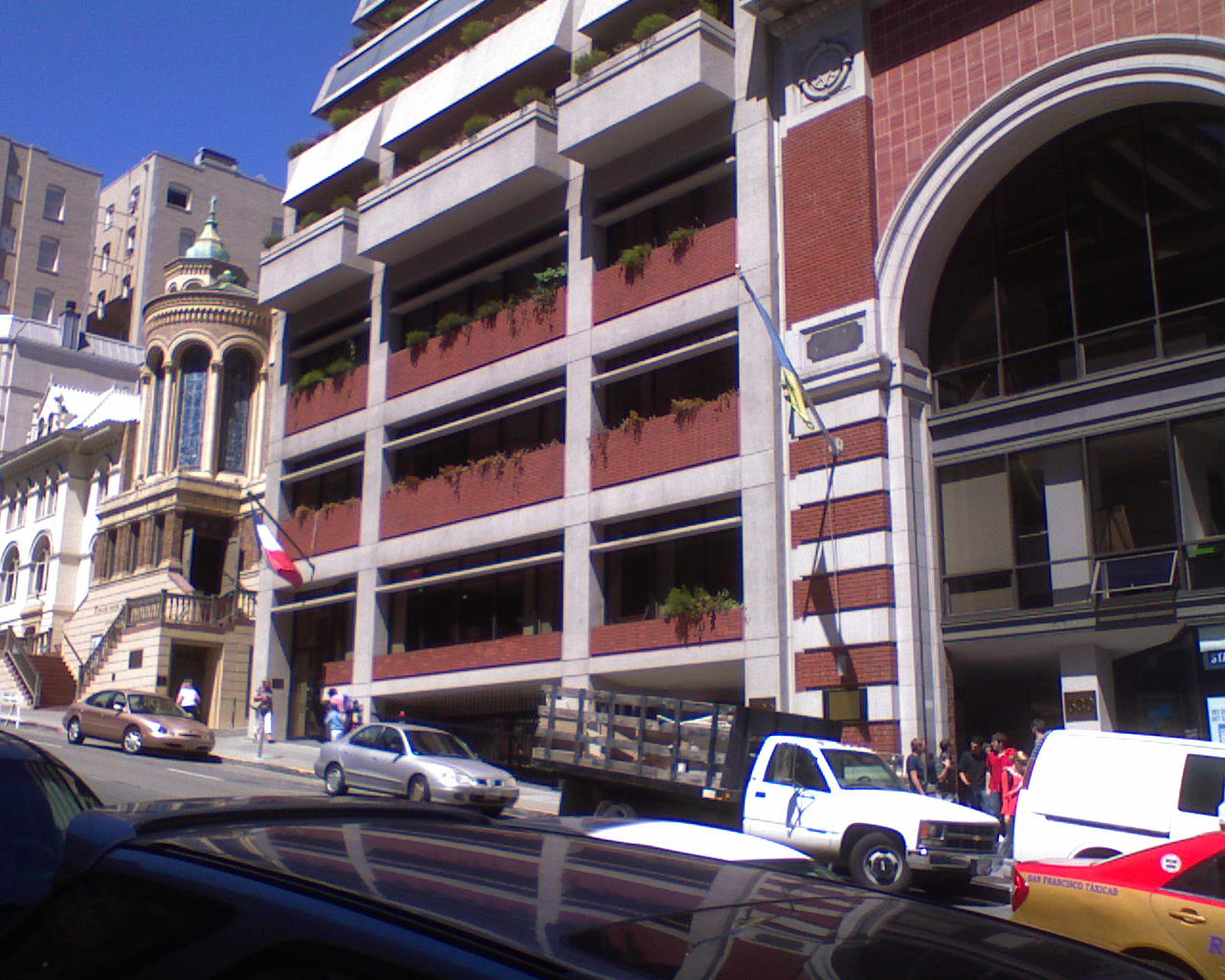
Сан-Франциско

Консульські округи України в деяких державах
Консульські округи України в Німеччині
Консульські округи України в Польщі
Консульські округи України в США
Консульські округи України в Канаді
Консульські округи України в Італії
Консульські округи України в Іспанії
Консульські округи України в Туреччині
Консульські округи України в КНР

## Міжнародні організації
- Брюссель (Європейський Союз) (Представництво)
- Брюссель (НАТО) (Місія України при НАТО)
- Женева (Міжнародні організації) (Постійне представництво)
- Нью-Йорк (ООН) (Постійне представництво)
- Париж (ЮНЕСКО) (Постійне представництво)
- Страсбург (Рада Європи) (Постійне представництво)
- Відень (Міжнародні організації) (Постійне представництво)

## Мапа
Посольства
     Консульства
     Представництва при міжнародних організаціях